# Xanthochorema bifurcatum
Xanthochorema bifurcatum är en nattsländeart som beskrevs av Schmid 1989. Xanthochorema bifurcatum ingår i släktet Xanthochorema och familjen Hydrobiosidae. Inga underarter finns listade i Catalogue of Life.